# Plus de sucre
Albums de J.P. Nataf
Clair
Plus de sucre est le premier album de J. P. Nataf, sorti le 27 avril 2004,,,,,.

## Liste des titres
Toutes les chansons sont écrites et composées par J. P. Nataf.
| No  | Titre             | Durée |
| --- | ----------------- | ----- |
| 1.  | Tout doux         | 4:27  |
| 2.  | Mon ami d'en haut | 3:44  |
| 3.  | Ovale lune        | 4:45  |
| 4.  | Jean-Philippe     | 4:14  |
| 5.  | La Grande Ourse   | 3:44  |
| 6.  | Jeune homme       | 3:33  |
| 7.  | Plus de sucre     | 3:54  |
| 8.  | Rengaine          | 7:22  |
| 9.  | Je mange mal      | 4:04  |
| 10. | Mon vaudou        | 4:09  |
| 11. | Enveloppe         | 5:36  |
| 12. | Le consentement   | 5:38  |